# Era Śaka
Era Śaka – era hinduska, zaczynająca się 3 marca 78 r. n.e., używana powszechnie w Indiach i krajach Azji Południowo-Wschodniej, gdzie do dziś funkcjonuje równolegle do kalendarza buddyjskiego. W Indiach, na bazie księżycowego kalendarza Śaka stworzono oficjalnie uznany solarny Indyjski kalendarz narodowy.